# Juan Gómez de Mora
Juan Gómez de Mora (Cuenca, 1586 – Madrid, 1648) è stato un architetto spagnolo.

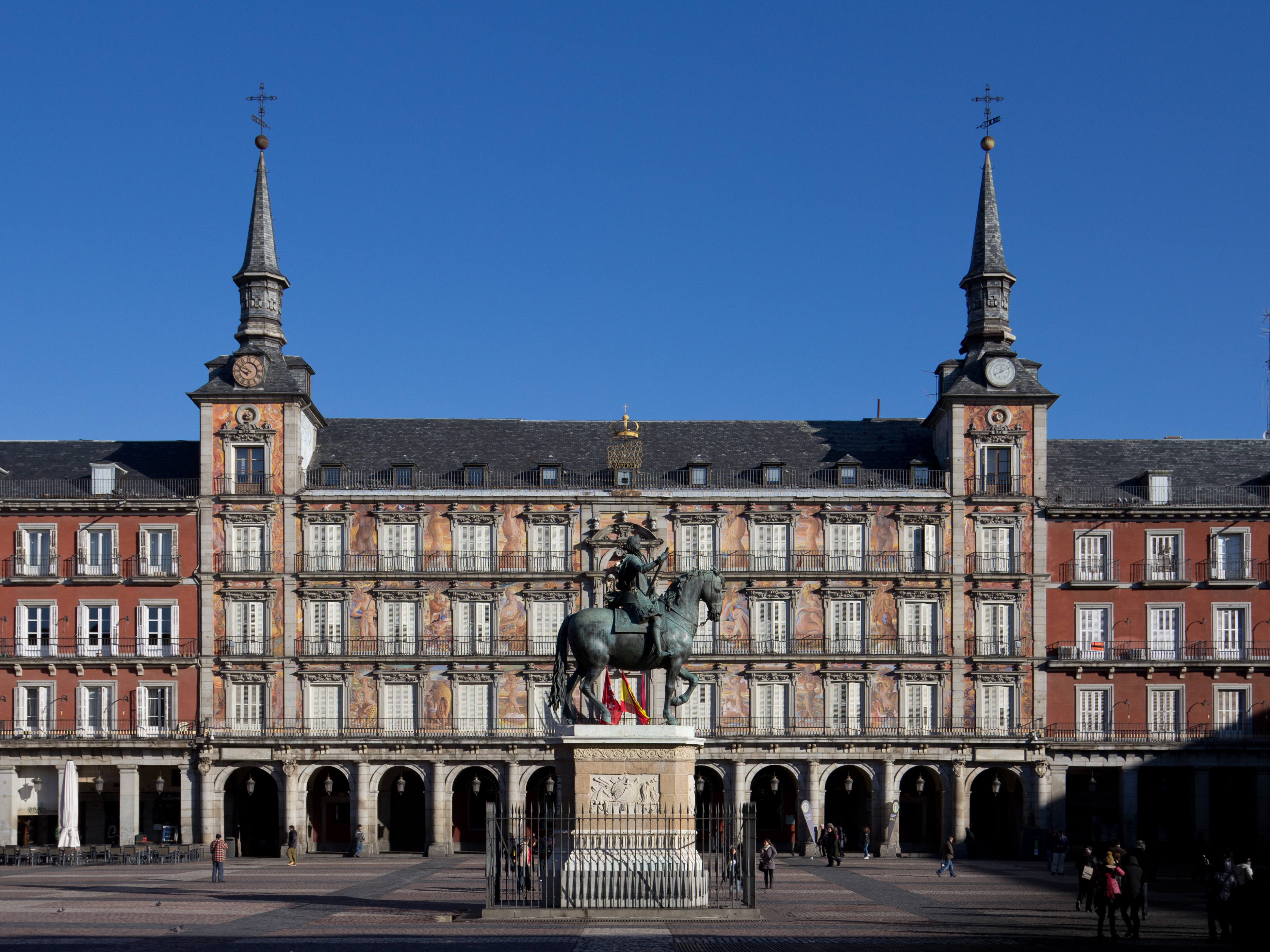
Prospetto di Casa de la Panadería nella Plaza Mayor di Madrid.

Nipote dell'architetto Francisco de Mora, fu legato alla Corte fin dalla sua nascita. Suo padre, Juan Gómez, pittore di Cuenca trasferito a Madrid nel 1592, fu nominato, un anno dopo, pittore di corte da re Filippo II.

## Biografia
Dopo la morte di suo zio, nel 1610, all'età di 24 anni diviene capomastro delle opere dell'Alcázar di Madrid e architetto di Filippo III. Tra le sue opere più importanti sono la  Plaza Mayor, che assume una forma rettangolare e dotata di portici, il Carcere di Corte di Madrid e la Casa de la Villa, una delle sedi del municipio di Madrid. Realizza l'altare maggiore della basilica del Monastero di Guadalupe a Caceres. A Salamanca costruisce La Clerecía destinata all'Ordine dei Gesuiti. Inoltre a Zamora è l'autore dell'Ospedale dell'Incarnazione, l'attuale sede della Giunta provinciale.
Il Convento de la Encarnación, generalmente a lui attribuito, recentemente si è scoperto che è opera di frate Alberto de la Madre de Dios, architetto appartenente all'ordine dei carmelitani scalzi e dei duchi di Lerma, che diresse le opere reali fino a quando Juan Gómez de Mora non acquisì sufficiente esperienza.

## Opere
Madrid
- Convento de San Gil a Madrid (a partire dal 1613).
- Plaza Mayor e sui dintorni, come le case della Cava de San Miguel (1617–1619) o la Casa de la Panadería (1617–1619).
- Progettò la "Cerca de Felipe IV", che delimitava Madrid a nord con le vie Genova, Sagasta, Carranza y Alberto Aguilera; a sud con le rondas; ad est con il Palazzo del Buen Retiro e ad ovest con il complesso dell'Alcázar Reale.
- Municipio, dal 1644.
- Progetto per la Sala de Alcaldes de la Casa y Corte.
- Progetto per il Cárcel de Corte, sul retro di Palacio de Santa Cruz attuale Ministero degli Affari Esteri.
- Real Monasterio de Santa Isabel, in collaborazione con Jerónimo Lázaro Goiti (1639–1648).
- Nuestra Señora del Loreto, en colaboración con Jerónimo Lázaro Goiti (1641–1648).
- Progetto del Puente de Toledo a Madrid.
- Ristrutturazione del coro del Monastero de las Descalzas Reales.
- Ristrutturazione del Colegio de los Ingleses, sul suolo occupato dall'attuale Iglesia de San Ignacio de Loyola.
- Palacio de los Consejos.

Getafe
- Catedral de La Magdalena de Getafe.

Alcalá de Henares
- Patio de Santo Tomás de Villanueva.
- Monasterio de San Bernardo (Las Bernardas).